# 衛成侯
衞成侯（？—前343年），即姬遫，為戰國諸侯國衞國君主之一。他是衞聲公兒子，前371年承襲衞聲公擔任該國君主，在位29年。
前356年與魯共公、宋後桓公、韓昭釐侯朝梁文惠王。
前346年，卫国把自己的爵位降低为侯，臣服于韩、赵、魏三国。
成侯卒後，梁文惠王改立子南勁為衞君，即衞平侯。
| 前任： 父衛声公 | 戰國衞國君主 前371年--前343年 | 繼任： 宗室衞平侯 |